# ミッシングリンク
ミッシングリンク・ミシングリンク（Missing link）とは、生物の進化過程を連なる鎖として見た時に、連続性が欠けた部分（間隙）を指し、祖先群と子孫群の間にいるであろう進化の中間期にあたる生物・化石が見つかっていない状況を指す語。失われた環とも。

## 概要
チャールズ・ダーウィンの進化論によると、生物が自然淘汰の生存競争を勝ち残るために、時に変異を遂げてA種⇒B種⇒C種と徐々に進化したのであれば、祖先Aと子孫Cの中間的な特徴を持つB生物も世の中にいて当然と考えられる。しかし、そうした進化の中間期にあたるB生物が（絶滅したとしても）化石からも発見されていないケースが見られる。これは進化の過程を「つなぐ環が失われている」状態ではないか、という意味合いから、後年になってミッシングリンクと呼ばれるようになった。別パターンとして、子孫C生物は確認されているが、以前の始祖がどのような形態であったのかが不明なケースもある。
なお、ダーウィン自身はこの言葉を使っておらず、著書『種の起原』の中では「中間種（intermediate varieties）」や「移行期のつながり（transitional links）」という表現をしていた。
ミッシングリンクは、種と種の間をつなぐ小さな移行よりも、やや大きい群の間での進化移行期や分岐点となる生物について言及されることが多く、過去に発見された例では、爬虫類と鳥類の中間種と言える始祖鳥が有名である。これ以外にも進化中間期の化石生物は様々見つかっていることから、ミッシングリンクは進化における謎の間隙ではなく、単に進化中間期の化石証拠がまだ見つかっていない状況を示している。

## 古生物学におけるミッシングリンク

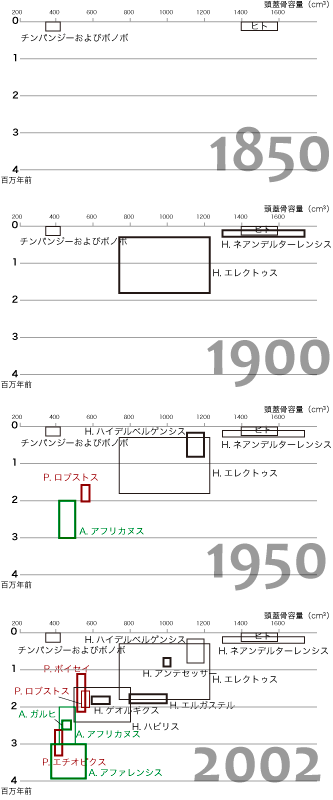
中間型化石が発見され、ミッシングリンクが埋められていく様子

古生物を扱う分野において、ミッシングリンク（失われた環/鎖）とは、進化の途上に位置する、発見されていない中間形の化石のことを指す。ただし学術用語ではない。学術的には「未発見の中間型化石」などと呼ぶ。
通常、古生物の化石は進化過程のうちの一部分しか発見されず、ゾウやウマのように各進化段階で多くの化石が発見され、進化の様子がはっきりしているものは例外的である。生息した時代が古い種は化石が発見されにくく、ミッシングリンクになりやすい。一方クジラやコウモリのように、比較的時代が新しい種でも、その属する綱（この場合は哺乳綱）の基本型から大きく外れた形態のものは、両者をつなぐ中間的な形の化石がほとんど出ず、ミッシングリンクを生じる例が多い。
これは往々にして進化論の疑問点ないし急所として反進化論者の攻撃対象になる。それに対する一つの反論は、「陸棲生物が水棲生活や飛翔生活に適応するなどの大きな進化は、地理的条件などによって隔離された比較的小さな集団内で起こり、新しい適応的遺伝形質も短期間で集団全体に広がる。そのため、変化した系統と元になった系統の接点となる種の化石は個体数・生息した地域・時期が限定されるので発見されにくい」というものである。
ある生物の中間型化石が見つかっていないから、またある生物の断片的な中間型化石がいくつか見つかったからという理由で、進化論全体の妥当性を判断することはできない。進化論の証拠物件の一つである中間型化石も、他の分野の科学の証拠物件と同様、科学的方法で（この場合は統計的な有意性という観点で）扱われるべきである。
人類は類人猿の中から500〜600万年前に分岐して直立二足歩行するように進化したと考えられている系統であるが、分岐の直後については化石証拠が乏しくミッシングリンクとされている。また、どのような環境に適応して進化の途についたのかも諸説あり結論を得るには至っていない。
ダーウィンが進化論を発表した1859年当時は、進化の過程を裏付けるサルと人類の間の中間種の化石が発見されていなかった。ダーウィンは、1871年に発表した著書の中で「将来、必ずヒトとサルを結ぶミッシングリンクが発見されるに違いない」と述べており、その後の発掘調査によって猿人（アウストラロピテクス）、ジャワ原人や北京原人（ホモ・エレクトス）、ネアンデルタール人、クロマニヨン人などの化石人類が発見されている。
20世紀末には分子生物学の進歩により、人類は500 - 600万年前頃にチンパンジーの祖先と分岐した可能性が示唆されており、またこの時期に近い時代のものと推定されるオロリン、サヘラントロプスなどの化石も発掘されている。